# Kratine (Republika Serbska)
Kratine (cyr. Кратине) – wieś w Bośni i Hercegowinie, w Republice Serbskiej, w gminie Foča. W 2013 roku liczyła 21 mieszkańców.